# Ходжаев, Ботир Асадиллаевич
Ботир Асадиллаевич Ходжаев (узб. Botir Asadillayevich Xo'jaev; род. 11 июля 1956, Ташкент, Узбекская ССР, СССР) — узбекский государственный и политический деятель. В 2006 - 2009 годах занимал пост министра экономики Республики Узбекистан, с 2016 по 2017 годы возглавлял министерство финансов, а с 2017 по 2019 год - министерство экономики и промышленности Республики Узбекистан.

## Биография
Родился в 1956 году в Ташкенте.
В 1979 году окончил Ташкентский институт инженеров железнодорожного транспорта.
Начал трудовую деятельность в 1979 году в должности мастера 75 строительного управления 11 треста «Главташкентстроя». С 1979 по 1981 год служил в армии.
В 1992 году начал работать первым заместителем хокима Чиланзарского района Ташкента и заместителем хокима Ташкента. В 1996—1997 годах продолжил свою деятельность в качестве первого заместителя председателя Госкомимущества. В 1997 году стал заместителем начальника Информационно-аналитического управления Кабинета Министров. В 1998—2002 годах работал первым заместителем председателя Налогового комитета. В 2002—2005 годах стал начальником Сводного информационно-аналитического департамента Кабинета Министров. В 2005—2006 годах работал государственным советником президента по социально-экономическим вопросам.
В 2006 году был назначен министром экономики Республики Узбекистан и занимал этот пост до 2009 года. В 2009 году стал заместителем премьер-министра, а также председателем Государственного комитета по архитектуре и строительству. С 2011 по 2016 год был назначен первым заместителем министра экономики. С 2016 по 2017 год работал министром финансов Республики Узбекистан, а с 2017 по 2019 год возглавлял министерство экономики и промышленности Республики Узбекистан.
С февраля 2020 года Ботир Ходжаев работал советником премьер-министра Узбекистана по вопросам развития промышленности и кооперационных связей, с апреля месяца освобожден от должности в связи с выходом на пенсию.
С июня 2020 года возглавил дочернюю компанию Rosgeo Uzbekistan, которую учредил «Росгеология».